# Stary Sącz

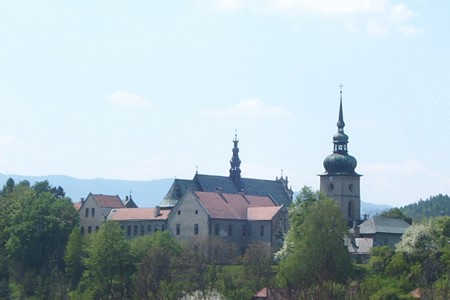
Klooster

Stary Sącz is een stad in het Poolse woiwodschap Klein-Polen, gelegen in de powiat Nowosądecki. De oppervlakte bedraagt 16,56 km², het inwonertal 9034 (2005). De Duitse benaming is "Altsandez", uit de streek "Sandecz".
Het klooster van Stary Sącz is opgericht door de heilige Cunegonda van Polen. Cunegonda is beschermheilige van Polen en Litouwen en beschermvrouwe van de zoutmijnwerkers in Wieliczka.